# 環境税
環境税（かんきょうぜい、environmental tax）とは、環境負荷の抑制を目的とし、かつ、課税標準が環境に負荷を与える物質に置かれている税である。
温室効果ガスの抑制のために化石燃料に課税をする環境税については、炭素税を参照のこと。

## 2種類の環境税

### 経済的手法としての環境税
課税そのものによる削減効果を活用した手法。従来主流であった規制的手法ではなく、経済的手法で環境問題を解決するために導入される税の総称である。環境税によって外部不経済が経済の内部に取り込まれることが期待される（課税による外部不経済を市場内部へ取り込むことを主張したのは、アーサー・セシル・ピグー（1920年）であり、ピグーの提唱した税制をピグー税とよぶ）。欧州の税制中立の炭素税の場合、財源使途は環境に限らず、経済的手法としての環境税にあたる。

### 環境財源としての環境税
森林環境税・産業廃棄物税・水源環境保全税など、地方環境税が導入されているが、これらは上記の経済的手法としての面だけでなく、財源使途を環境対策にした目的税としての側面がある。これらの地方環境税は、地方分権一括法により新設された法定外目的税を活用して、創設されている。

## 採用動向

### 世界
地球温暖化の対策として最も本質的な手法とも言われ、欧州のいくつかの国々でその導入が検討されている。スウェーデン、オランダ、ドイツ、イギリスなどでは既に導入されており、これらの国はいずれも温室効果ガス排出量削減を実現している（京都議定書#各国の取組状況を参照）ことから、導入を検討中の国においても高い効果が期待されている。これらの国では化石燃料に課税することが一般的だが、1990年代より様々な環境税を実施しているスウェーデンでは再生可能エネルギーに対する減免・還付等を行っている。
また、直接的に温室効果ガスに課税する方法でなくとも、ガソリン・軽油などの自動車燃料や原油、石炭など特定の商品（化石燃料）に物品税（個別消費税）として課税することで、事実上の環境税として機能しているものもある。
なお、得られた税金を地球温暖化対策に用いる（特定財源とする）方法もあるが（日本の環境省はこの方式による炭素税導入を提案している）、財政の柔軟性を削ぐことや、そもそも税の要件（公平・中立や財源安定など）にそぐわないという問題もあることから、たとえばドイツでは環境税（炭素税）導入時に税収の 9割を雇用にかかる人件費抑制に充てる（具体的には社会保険料の縮減。残り 1割は環境対策に充てられている）ことで税制中立に配慮しつつ雇用環境改善・失業率抑制も実現する工夫がされる、イギリスでは税（Tax）ではなく環境負荷に対する課徴金（Levy）と位置付け（en:Climate Change Levy）一般財源に組み入れる、といった工夫がされている。また両国ではガソリン税についても継続的に引き上げるとともに、公共交通機関などに減免措置を設けるといった運用がされている。
フランスでは、2018年から炭素税を導入し、2020年にかけて課税率を上乗せする予定であるが、2018年以降に税の導入に反発する大規模なデモ活動として黄色いベスト運動が発生した。なお、同国では、別途、環境税として国外へ向けて出発する全航空便の航空券に、最高で18ユーロ（ビジネスクラスの課税額）を課税する方針を明らかにしている。課税は2020年以降に開始する予定で、税収は環境への負担が少ない交通関係のプロジェクトに充てられる。
一方、アメリカでは導入への検討はほとんどされておらず、ガソリン税も安い。
他にも、フィンランドでは環境税として1990年に世界で初めての温暖化対策税として炭素税が導入された。その際、既存エネルギー税の一部について減税や廃止が行われた。対象範囲としては産業用・家庭用を含む幅広いエネルギー消費が対象とされており、一般に免除・軽減措置は多くは存在していない。税収の使途は一般財源とされている。
同じく北欧の国、ノルウェーでは、1990年の環境税委員会の報告を受けて、1991年に炭素税が導入されたが、厳密には化石燃料に含まれる炭素量に比例した税率設定は行われていない。課税対象者は燃料製造、販売業者であり、石炭コークスなどは輸入業者が対象となる。税収の使途は一般財源に組み入れられている。
ノルウェーの炭素税は高税率であるため、国際競争力への影響に配慮した軽減措置が導入されており、フィンランドとは異なり、ノルウェーでは産業部門に対して様々な免税・軽減措置が導入されている。ノルウェーはEUに加盟していないため、鉱物油の最低税率の調和に関するEU指令の動き等には左右されない。
デンマークでは、1992年に炭素税が導入された。電力についても税率が設定された。課税対象は家庭部門と産業部門である。税収の使途は一般財源であるが、産業部門からの税収は産業部門に還元をしている。
フランスでは、既存の汚染事業総合税(TGAP)の対象を2001年より予定していたが、憲法院より違憲判決が出てしまった。違憲とされた理由は平等原則違反と目的と内容の不整合といった税の制度設計上の問題であり、温暖化対策税の考え方そのものが違憲とされたものではない。
イタリアでは1999年に発効した金融法により、既存のエネルギー税をグリーン化しエネルギー税の対象に石炭等を新たに加えると共に、炭素含有量や使途を考慮した2005年の目標税率に向けて段階的に税率を引き上げることになっていた。税収の使途としては、社会福祉及び省エネ等があげられる。
環境税、およびそれを含めた地球温暖化への対策の影響には、エネルギー集約型産業などへ悪影響を与える面と、環境対応型の産業の拡大を促す面があり、全体的な影響を算出するには非常に多くの要素を考慮する必要がある。これを踏まえてドイツの産業界は炭素の価格に応じた影響を分析したレポートを作成し、政策提言を行っている。エネルギーコストの増加など様々な影響に対する配慮を求めてはいるものの、政府の挑戦的目標を「はっきりと」（expressly）支持する、と表明している（P.45）。

### 日本
日本でも導入が提唱され、与野党で、温度差はあるものの、議論は進められている。
日本経団連では、エネルギー課税は既に過重である等として新規の環境税の導入は反対している。一方で、既存エネルギー課税の環境対策への転用を認めている。2008年9月には、道路特定財源の一般財源化に伴い、既存のエネルギー課税と組み合わせて、使途を環境対策に組み替える考えを示し、容認に転じている。
日本商工会議所は、環境と経済の両立を阻害するという理由により、「導入に当たっては極めて慎重な検討が必要である」として、「まず環境税ありきとする議論には絶対反対」との姿勢を取っている。
こうした政財界の対応に対して、NGOなどから批判的意見が出されている。
一方、日本税制改革協議会（JTR）は「税で環境をよくすることはできない」として環境税に対して批判的である。なお、経済同友会のように税制中立や関連税例の一括見直しといった条件付きで導入に含みを持たせているところもある。
政府は2011年末に「地球温暖化対策のための税」（地球温暖化対策税）の導入を盛り込んだ2012年度税制大綱を決定した。2012年10月1日から実施された「地球温暖化対策のための税」(以下「地球温暖化対策税」)は、現行の石油石炭税に上乗せされる形で化石燃料の利用量に応じて課税され、税率は3年半かけて段階的に引き上げられる。税は直接には化石燃料を利用する企業が負担するが、消費者に転嫁されるため、平均的な家庭の負担額は税率の最終段階で月100円程度になるとされる。
2014年4月1日の消費税5％から8％になると同時期に「地球温暖化対策税」も増税されるため、この時期にはガソリン小売価格は1リットルあたり5円程度の値上げ負担増となる。

## 関連用語
- 炭素税 - 石油石炭税
- 混雑税
- ピグー税
- ボーモル・オーツ税
- 温室効果ガス
- 京都議定書
- 省エネルギー
- 環境法
- レジ袋税
- 揮発油税
- 暫定税率